# حجي محمد (قرية)
قرية حجي محمد، هي قرية صغيرة في جنوب العراق أطلق اسمها على فخار العصر الحجري وعلى الفترة الأولى من حضارة العبيد. تم طلاء الفخار باللون البني الغامق أو الأسود أو الأرجواني بأسلوب هندسي جذاب. تقع بين أقرب مستوطنة إريدو وأسلوب عبيد «الكلاسيكي» اللاحق، كما تمتد هذه الحضارة لتصل أقصى الشمال وحتى رأس العمياء. شهدت فترة حجي محمد تطورا واسعا في شبكات القنوات من المستوطنات الرئيسية. الري الزراعي واًلذي على مايبدو تطور بدايةً من تشوجا مامي (4700-4600 قبل الميلاد)ثم انتشربسرعة في أماكن أخرى,وهي تظهرأول جهد جماعي يتطلب التنسيق ومركزية العمل. كانت المباني من الطين والجص أو الطوب اللبن. كما اقترحت جون اوتس بناءا على استمرارية التكوينات على بعض الأوعية الفخارية أنه على الرغم من الإختلافات في السمك والأسلوب إلا أنها ليست تقليد ثقافي جديد.